# Ba chị em họ Tống

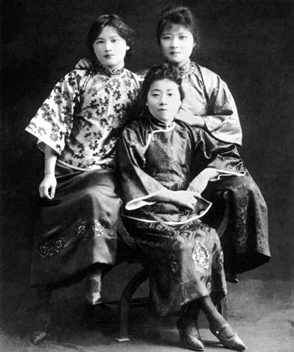
Một bức ảnh chụp 3 chị em nhà họ Tống

Ba chị em nhà họ Tống (宋家姐妹 Tống gia tỷ muội, bính âm: Sòngjiā Jiěmèi hay 宋氏三姐妹 Tống thị tam tỷ muội) là ba người phụ nữ có chồng là những nhân vật chính trị nổi bật của Trung Quốc đầu thế kỷ 20. 
Ba chị em là:
- Tống Ái Linh: (宋藹齡, 1890-1973) chị cả, bà đã kết hôn với bộ trưởng tài chính và cũng là người giàu nhất Trung Quốc, Khổng Tường Hi.
- Tống Khánh Linh: (宋庆龄, 1893-1981) kết hôn với Tổng thống đầu tiên của Trung Hoa Dân Quốc, Tôn Trung Sơn. Sau này bà trở thành đồng Chủ tịch Cộng hòa Nhân dân Trung Hoa với Đổng Tất Vũ từ 1968 đến 1972 và Chủ tịch Danh dự năm 1981.
- Tống Mỹ Linh: (宋美齡, 1897-2003) trẻ nhất trong ba chị em, bà đã kết hôn với Tổng thống Trung Hoa Dân Quốc Tưởng Giới Thạch.

Trong ba chị em thì Tống Ái Linh được xem là "một người yêu tiền" (一個愛錢), Tống Mỹ Linh được xem là "một người yêu quyền" (一個愛權), Tống Khánh Linh được xem là "một người yêu nước" (一個愛國).
Cha của họ là Tống Gia Thụ, một mục sư Hội Giám lý, đồng thời kinh doanh trong lĩnh vực ngân hàng và in ấn.
Em trai của họ đều là các quan chức cao cấp trong chính phủ Trung Hoa Dân quốc, một trong ba người nổi tiếng là Tống Tử Văn.
Một bộ phim Hồng Kông về ba chị em có tên "Hoàng triều nhà Tống" (Tống gia hoàng triều - 宋家皇朝), có sự tham gia diễn xuất của Trương Mạn Ngọc đã miêu tả cuộc sống của ba chị em đã được sản xuất năm 1997.